# Chalmers tekniska högskola
Uppslagsordet "Chalmersska slöjdskolan" leder hit. Ej att förväxla med Slöjdföreningens skola (nuvarande Högskolan för design och konsthantverk).
Chalmers tekniska högskola, ofta bara Chalmers (uttal /¹ɕalːmers/), tidigare även förkortat CTH, är en teknisk högskola i Göteborg, som bildades 1829 och sedan 1937 har ställning som universitet. Chalmers drivs sedan 1994 som en stiftelse med verksamheten förlagd till ett av stiftelsen helägt bolag, Chalmers tekniska högskola AB.
De officiella namnen på skolan har varit: Chalmersska slöjdskolan 1829–1882, Chalmers tekniska läroanstalt 1882–1914, Chalmers tekniska institut 1914–1937 och Chalmers tekniska högskola sedan 1937.

## Historia

### Starten

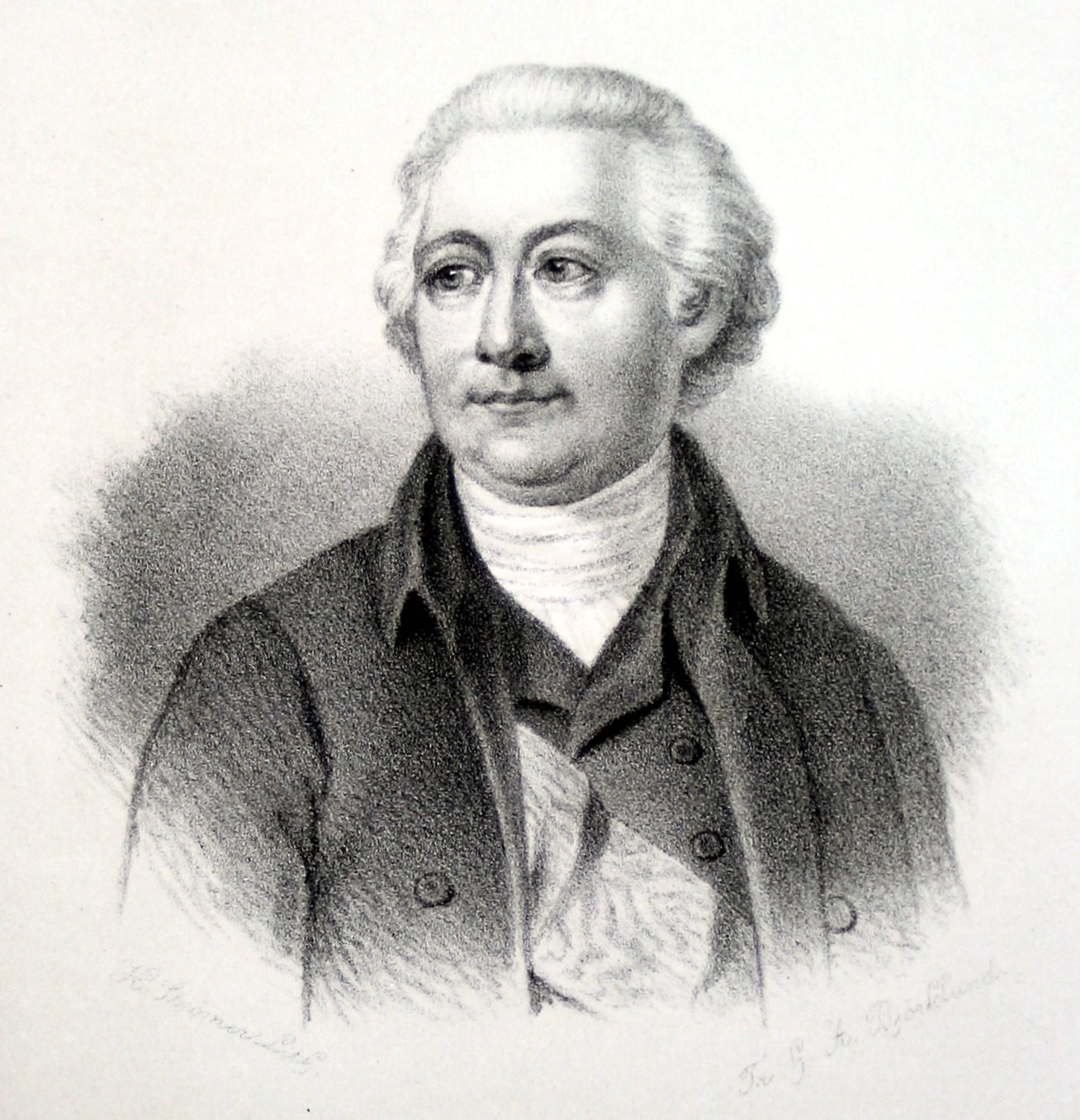
William Chalmers.

Skolan invigdes den 5 november 1829 i Frimuraresamhällets stora sal. Ordförande doktor Pehr Dubb var sjuk, men hans tal hölls av en ersättare:
"Berättelse om Chalmerska Slöjde Skolan i Götheborg, Wid dens öppnande till Wetenskaplig Underwisning den 5 november 1829 av Frimurare Barnhus Direction."
Bland annat hette det i talet: "Frimurare Barnhus-Directionen anser denna dagen för en af de gladaste och mest tillfredsställande, då den för en wördad Allmänhet, sina Medborgare Götheborgs Inwånare, får framställa framgången af sine omsorger och bemödanden, att motswara det förtroende Cancellie-Rådet och Commendeuren af Kongl. Wasa-Orden William Chalmers åt Barnhus-Directionen uppdragit..."
Då hette den Chalmerska Slöjde Skolan, och tanken var att barn från fattiga familjer skulle gå på skolan och få en bra utbildning (slöjd: konstskicklighet, yrkesskicklighet), eller som grundaren kanslirådet William Chalmers uttrycker det i sitt testamente: "en framdeles till inrättande bestämd Industrie Skole för fattige barn, som lärt sig läsa och skrifwa." Beloppet som skolan skulle grundas på var 112 500 riksdaler.
Först 1821, tio år efter Chalmers död, påbörjades planeringen av skolan. På grund av en arvtvist kunde de testamenterade medlen överlämnas till direktionen först 1823, utgörande 72 700 banco riksdaler. Genom räntan på det belopp som återstod efter att den första fastigheten förvärvats, anslogs ett årligt bidrag på 3 000 banco riksdaler till lärarnas löner, materialinköp, underhåll med mera. Uppdraget att utveckla den nya skolan gick till industrimannen Carl Palmstedt, som även blev skolans förste rektor. Palmstedt hade flyttat till Göteborg i juni 1829 och redan efter en vecka skrev han skolans reglemente. Skolan hade sina första lokaler i huset Norra Larmgatan 4, vid Lilla Bommen i närheten av vallgraven - som lades igen 1860.
På sommaren 1832 besöktes Chalmers av kung Karl XIV Johan, och rektor Carl Palmstedt lyckades få kungen starkt intresserad av skolan. Besöket innebar även att kungen på stående fot bidrog med 600 riksdaler ur sin privata kassa, samt utlovade en proposition om ett årsanslag till skolan. Den 4 april 1835 tilldelade Kungl. Maj:t skolan ett årligt anslag med 3 000 riksdaler. Kungen besökte Chalmers på nytt under hösten 1833 samt en sista gång 1839.
I mitten av 1830-talet försökte frimurarna åter göra Chalmers till en "arbetsinrättning för tiggargossar", man ville kasta ut "det lärda kramet". Palmstedt kämpade dock vidare för sina idéer, och vid en resa till Stockholm 1835 vann han vännen Jacob Berzelius gehör för sin linje. Samtidigt blev skolans ekonomi ett stort problem, detta trots att riksdagen beviljat skolan statsbidrag redan 1835. Inledningsvis vägrade dock Barnhusdirektionen att ta emot bidraget. Statsmakten beslöt därför att en ny styrelse skulle inrättas, och genom ett kungligt brev den 28 september 1836 beslutades om de allmänna grunderna för skolans organisation och inriktning av stadgar.
Den 9 november 1838 fastslogs Chalmers första stadgar, fastställda av Kungl. Maj:t. Här bestämdes exempelvis att undervisningen skulle vara avgiftsfri. Skolan ställdes därmed under ledning av en särskild styrelse, bestående av 6 ledamöter, varav barnhusdirektionen fick utse 3 och återstående 3 utgjordes av "Länets Höfding, Stiftets Biskop och en för kunskaper känd Fabrikant eller annan Slöjd Idkare". Dessutom beslutades att landshövdingen skulle vara styrelsens ordförande. Undervisningen skulle "i allmänhet wara mera populär och praktisk än strängt wetenskaplig, och såvitt möjligt göras åskådlig genom förewisande af prof och försöks anställande". Utbildningstiden var sju terminer. Inflytandet för frimurarbarnhusdirektionen minskade därmed. Förvaltningen av den Chalmerska fonden behöll man dock ända fram i våra dagar.

### Den tidiga undervisningen
Vid starten fanns det 5 ordinarie elever (skulle ha fyllt 18 år och genomgått trivialskola) och 5 extraordinarie (14-15 år gamla och studerandes enstaka ämnen). Antalet lärare var tre: 1 föreståndare (fysik, kemi samt kemisk och mekanisk teknologi) och 2 lärare - löjtnant Samuel Wilhelm Lagerborg i matematik och linearritning samt verkmästare Anders Rehn i metallers bearbetning.
Vid "Den årliga pröfningen med Eleverna", lördagen den 15 juni 1839, var elevernas antal vid läsårets slut 63 stycken. Undervisningsämnena var: fysik, med tillämpning på konster och näringar (14 elever), elementarkemi (18) och kemisk teknologi (11), vid det kemiskt tekniska laboratoriet hade 10 elever arbetat, praktisk mekanik och maskinritning (10), matematik med aritmetik, planimetri, stereometri, trigonometri, serier och logaritmer samt algebra (40). I ritsalen och i frihandsteckning och linearritning (49), och i modellverkstaden (34).
Följande lärare hade undervisat; slöjd-skolans föreståndare och förste lärare i fysik och kemisk teknologi; andre läraren i kemi, "Hr Tranberg" i elementarkemi samt ledning av arbetet i kemiskttekniska laboratoriet; löjtnant Weinberg i matematiska kunskapsarter, praktisk mekanik och ritning. Särskilt undervisning i "främmande språk": i engelska av rektorn, magister Kullberg (12); i franska av språkläraren S:t Cyr Donnesud (9) samt i tyska av språkläraren Vallentin (8). Verkmästare Wickstedt i modellverkstaden.
De elever som utexaminerats under perioden hade bland annat följande yrken och befattningar: bildhuggeri för husgeråd, bruksrörelse, bryggerihantering, fabriksföreståndarebefattning, färgerihantering, glashantering, guldsmedshantverk, handel, järnhantering, instrumentarbete för fysik och matematik, juvelerarehantering, lantbruk, lantmäteri, litografi, maskinarbete, mekanik, medicin, metallarbete, militära befattningar, murareyrket. Musikaliskt instrumentarbete, målarekonsten, orgelbyggare, pharmaci, ritning för maskinbyggeri, segelsömmare, snickerihantverk, spegelfabrikation, sockerraffinering, inom sjöväsendet och stenhuggeri.

### Nya lokaler vid Storgatan

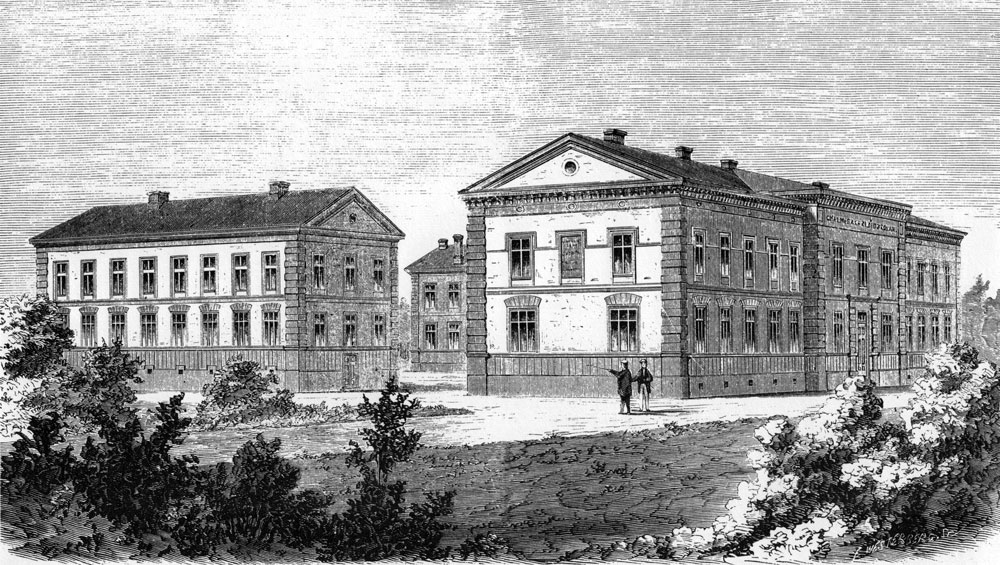
Chalmers slöjdskolas nybyggnad 1869.
Teckning i Ny Illustrerad Tidning av Otto August Mankell.

Snart blev skolan för trång och fortsatt expansion blev möjlig genom att man 1833 erhöll två "öde granntomter", och 1869 flyttade Chalmers till nya lokaler vid Storgatan 43, där invigningen skedde 12 oktober. År 1852 hade verksamheten indelats i en lägre avdelning, vilken bedrev grundläggande undervisning, och en högre, vilken hade mer vetenskaplig inriktning. Lärarantalet var då åtta stycken, och föreståndare erhöll samtidigt professors namn. En lektor undervisade i matematik, mekanik, beskrivande geometri och linearritning, en annan lektor i allmän fysik, mekanisk teknologi och byggnadskonst och en annan i kemi, kemisk teknologi med tillhörande laborationsövningar samt mineralogi och geognosi. En biträdande lärare undervisade i matematik och andra i frihandsteckning, modellering och verkstadsarbete. Först i de stadgar som utfärdades den 10 augusti 1877, föreskrevs för första gången att skolan skulle bestå av en högre och en lägre avdelning. I den högre avdelningen skulle den vetenskapliga och tekniskt inriktade undervisningen under första året vara gemensam för alla elever, och först därefter uppdelas på tre olika linjer; den mekaniskt-tekniska, den kemiskt-tekniska samt byggnadsfacket. Antalet lärare hade 1878 ökat till 13, varav 4 lektorer och 9 övriga lärare. Sedan 1852 hade allmän byggnadslära och husbyggnadskonst, väg- och vattenbyggnadskonst samt svenska språket och bokföring tillkommit som läroämnen.

### Chalmers tekniska läroanstalt och Chalmers tekniska institut

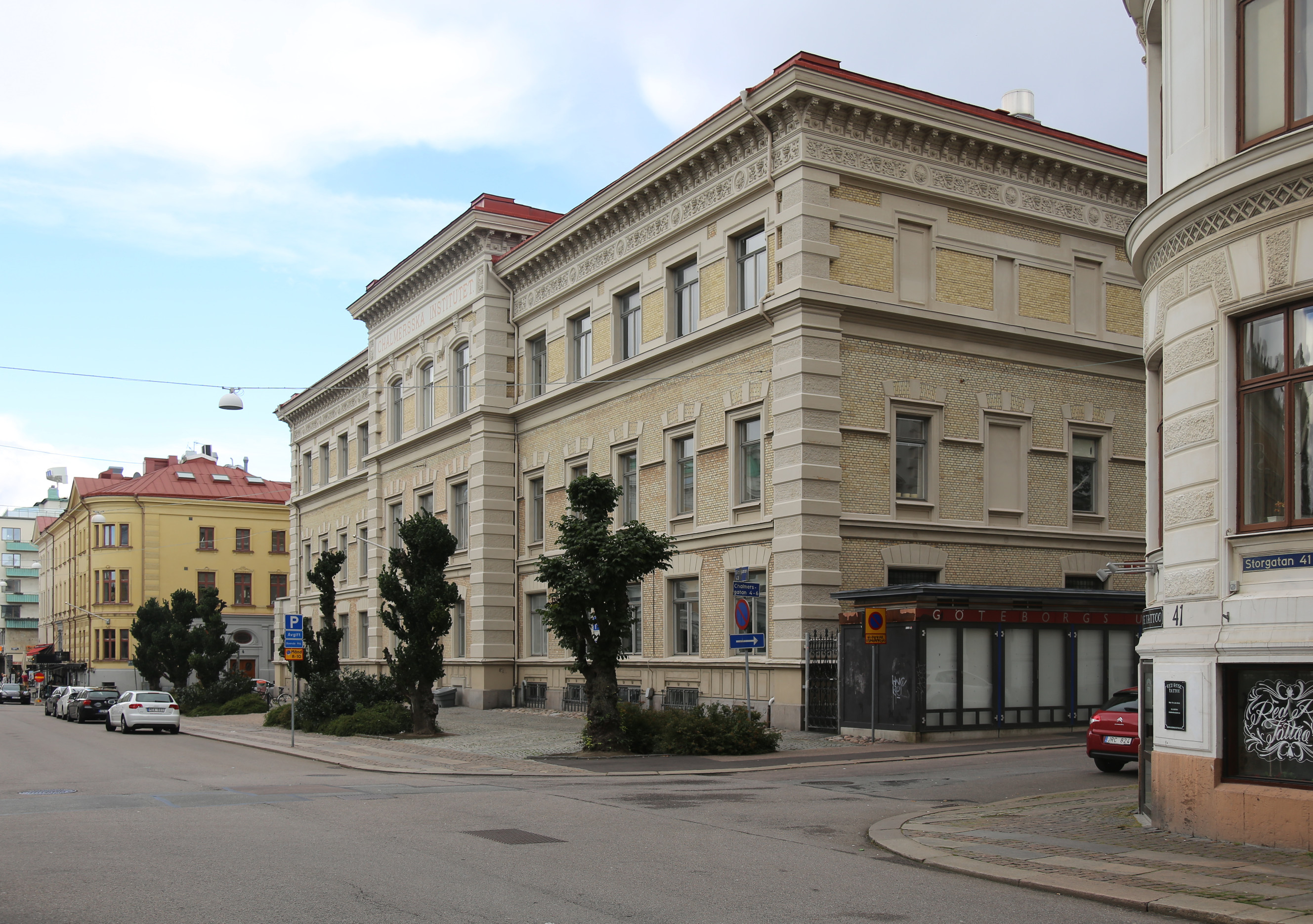
Institutet vid Storgatan.

Skolan, som från 1883 hette Chalmers tekniska läroanstalt (CTL), hade en mellanställning mellan de tekniska elementarskolorna och Kungliga Tekniska högskolan. År 1914 ändrades namnet till Chalmers tekniska institut. Chalmers styrelse lämnade 1885 en begäran hos Göteborgs stadsfullmäktige om anslag från den Renströmska fonden med 35 000 kronor till inrättande av en materialprovningsanstalt, vilket godkändes. Samtidigt införlivades Skeppsbyggeriskolan med Chalmers, såsom en fjärde fackskola. En utvidgning av lokalerna blev därför nödvändig genom tillbyggnader ritade av Hans Hedlund. Två lärarbefattningar kom samtidigt till i skeppsbyggeri. Ytterligare utvidgningar skedde på 1890-talet, genom ett elektrotekniskt laboratorium, samt genom att det kemiska laboratoriet utökades.
Uppgiften för den högre avdelningen, blev 1914 att "lämna en ur kvalitativ synpunkt högskolemässig utbildning". Det innebar en större specialisering av läroämnena, varför flera speciallärarbefattningar tillsattes. Inträdeskraven skärptes, och innebar bland annat att kunskaperna i svenska, tyska eller engelska skulle motsvara "ring III vid högre allmänt läroverk". I fysik motsvarande godkänt betyg i studentexamen på latingymnasiet samt elemäntära kunskaper i kemi. Vid höstterminen 1918 skärptes kraven för kemi till att motsvara "dem för flyttning till realgymnasiets ring IV".

### Flytten till Gibraltar

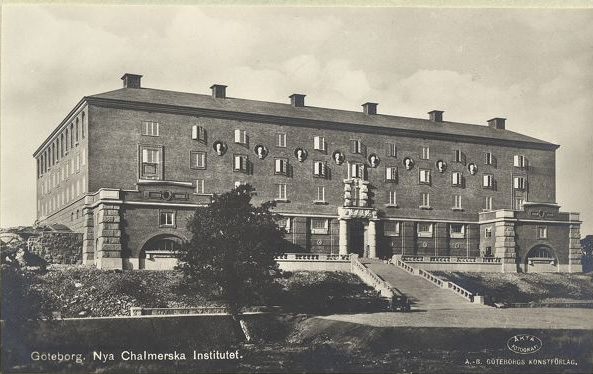
Nybyggnaden på Gibraltar.

Höstterminen 1926 skedde en ny flytt till Gibraltarområdet i Landalabergen. Till en kostnad av 300 000 kronor hade nya byggnader uppförts till de kemiska- och fysiska institutionerna. Efter en arkitekttävling som slutfördes 10 januari 1921 hade det inkommit 17 förslag, där förstapriset gick till "Origo" som utarbetats av arkitekterna Arvid Fuhre, Hugo Jahnke, Conny Nyquist och Karl Samuelsson. Det var Göteborgs stad som tillhandahöll 96 000 m² av sina egendomar Landala och Gibraltar. Ett gammalt namn för området som Chalmers fram till Mossen är uppfört på är "Rulltänga". Där spårvagnen vid hållplatsen Chalmers svänger upp mot Wavrinskys plats, fanns en vattenkälla vid "Lellaänga".
Egendomen Landala med sina sex byggnader, låg utspridd på platsen för nuvarande förvaltningsbyggnaden och ner mot Holtermanska.

### Chalmers blir högskola
I samband med marköverlåtelsen hade institutets styrelse utverkat att en Kunglig kommitté blev tillsatt – "1919 års sakkunniga för Chalmerska Institutets omorganisation", som 1920 och 1922 avgav två betänkanden med förslag om att Chalmers Tekniska Institut skulle ombildas till en teknisk högskola med 200 studerande i första årskursen. Vid institutets 100-årsjubileum 1929 gjordes nya försök att lösa frågan, men eftersom Sverige då drabbats av en förödande depression, ansåg de sakkunniga att deras förslag inte kunde genomföras. I oktober 1933 tog styrelsen upp organisationsfrågan på nytt genom en skrivelse till staten med kravet om en ombildning. Institutets ordförande var då landshövdingen Oscar von Sydow. Styrelsen fick därefter i april 1934 själv i uppdrag att utreda frågan.
År 1937 uppnåddes full likställdhet med Kungliga Tekniska högskolan, då institutet den 1 juli förstatligades och fick sitt nuvarande namn. Samtidigt separerades den högre undervisningen slutgiltigt från den gymnasiala, som bedrevs i den tidigare lägre avdelningen, vilken ombildades till Tekniska gymnasiet i Göteborg (TGG). Högskolans rektor (Sven Hultin) skulle under en övergångstid vara rektor även för Tekniska gymnasiet, vilket varade till den 1 juli 1945. Mellan 1943 och 1968 tillkom många skolbyggnader på området och några av dem används fortfarande i undervisningen. Den nya styrelsen bestod av landshövding Malte Jacobsson (ordförande), biskop C.E.D. Block, överdirektör Hugo Hammar, tidigare justitieborgmästare Bernhard Lindberg, konsul Ivar Fallenius samt arkitekt Sven Steen.
Chalmers första professorsinstallation ägde rum i Stenhammarsalen den 13 februari 1943. Det var professor Gustaf Ambjörn, som tillträdde professuren i praktiskt skeppsbyggeri och professor Gustaf Lundberg, som tillträdde professuren i elasticitets- och hållfasthetslära.
Chalmersmedaljen instiftades 1948 till 200-årsminnet av William Chalmers födelse. Personer som genom intresse och värdefulla insatser främjat högskolans verksamhet och utveckling, ska kunna tilldelas medaljen. Den första medaljen överlämnades av ordföranden i lokalstyrelsen för Chalmers, dr Hilding Törnebohm, till frimurarbarnhusdirektionen i Göteborg. Fram till 1838 ledde de Chalmers slöjdskola och har sedan dess haft representanter i Chalmers styrelse som förvaltare av den chalmerska donationen. Medaljen mottogs av ordföranden, major Herbert Jacobsson. De övriga medaljmottagarna var: landshövding Malte Jacobsson, generaldirektör Gösta Malm, professor Sven Hultin, tidigare statsrådet, professor Georg Andrén, arkitekt Sven Steen och direktör Hugo Heyman.
Den första doktorspromotionen ägde rum den 24 februari 1951, då Chalmers för första gången hade tillerkänts rätten att promovera teknologie doktorer. Promotor, professor Sven Hultin, satte doktorshatten på sex doktorer och fyra hedersdoktorer.
Den 20 november 1954 firade Chalmers sitt 125-årsjubileum i Göteborgs universitets aula. I anslutning till högtidligheten installeras de av högskolans professorer, som utnämnts under tiden efter den föregående professorsinstallationen den 24 februari 1951: Helge Zimdal (Arkitektur), Stig Löfgren (Textilmekanik), Erich Adler (Organisk kemi), Lennart Rönnmark (Byggnadsekonomi och byggnadsorganisation), Cyrill Brosset (Oorganisk kemi), Folke Tenelius (Fläktanläggnings- och luftbehandlingsteknik), Anders Svennerud (Praktiskt skeppsbyggeri) och Niels Knudsen (Elektrisk anläggningsteknik). Jubileums- och installationsmiddag för 600 inbjudna gäster intogs i "Kopparbunken" på Chalmersområdet.
År 1969 hade Chalmers cirka 4 000 studerande, inklusive licentiander. Högskolan bestod av 6 sektioner, som tillsammans innefattade 54 institutioner samt 66 ordinarie professurer. Cirka 750 elever togs in varje år, varav 90% avlade examen. Av civilingenjörerna fortsatte cirka 10% sina studier mot doktorsexamen. Totalt hade ungefär 10 000 personer sin dagliga verksamhet inom Chalmersområdet 1969.
Den 5 november 1979 besökte kungen Chalmers som fyllde 150 år. Han bjöds då på en tur med den berömda "quadruplocykeln" (4-sitsig), iklädd en vit rock från Cortegekommittén.

### Senare år
Numera består Chalmers av två campus i Johanneberg och Lindholmen. De flesta av civilingenjörsprogrammen finns på Campus Johanneberg och här finns kårhuset, ritat av Gert Wingårdh, som färdigställdes 2001. På Campus Lindholmen håller högskoleingenjörsprogrammen till samt Sjöbefälsskolan. På Lindholmen har det de senaste åren uppförts flera nya skolbyggnader. Förutom på de båda campusen har Chalmers forskning vid Onsala rymdobservatorium, SIK (Institutet för Livsmedel och Bioteknik) i Delsjön och Lundbergslaboratoriet på Medicinareberget i Göteborg.
På Chalmers utbildas civilingenjörer, arkitekter, högskoleingenjörer, teknologie kandidater, teknologie doktorer och licentiater samt sjöbefäl. 
Chalmers har genom The Chalmers International Taiwan Office (tidigare Chalmers Asia Office) vid National Chiao Tung University (NCTU) i Taiwan. Syftet är att öka medvetenheten på Chalmers om utvecklingen i Östasien med fokus på Taiwan, att främja studerandeutbytet mellan NCTU och Chalmers, samt att synliggöra Chalmers i regionen.
Enligt regeringsbeslut från den 16 september 1993 skulle driften av högskolan överföras till en stiftelse. Den 1 juli 1994 bildades Stiftelsen Chalmers tekniska högskola. Verksamheten bedrivs i det av stiftelsen helägda bolaget Chalmers tekniska högskola AB. Högskolan är sedan dess en enskild utbildningsanordnare, en utbildningsanordnare som ägs och drivs av en annan aktör än staten och som efter regeringsbeslut har rätt att utdela examensbevis på högskolenivå. I Chalmerskoncernen ingår förutom Chalmers tekniska högskola AB ett antal dotterbolag.
Under år 2004 firade skolan 175-årsjubileum.

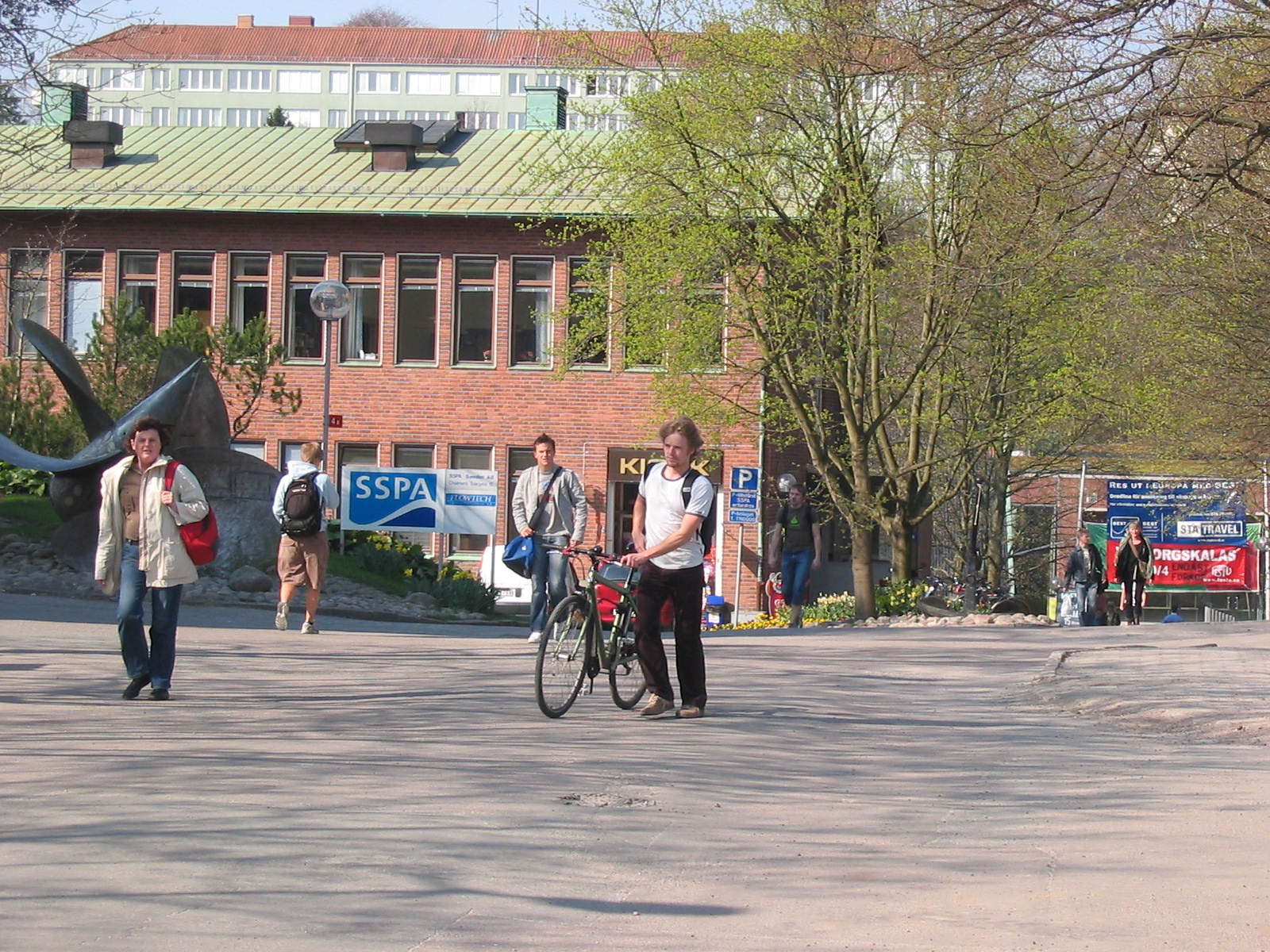
Chalmers campus i Johanneberg.
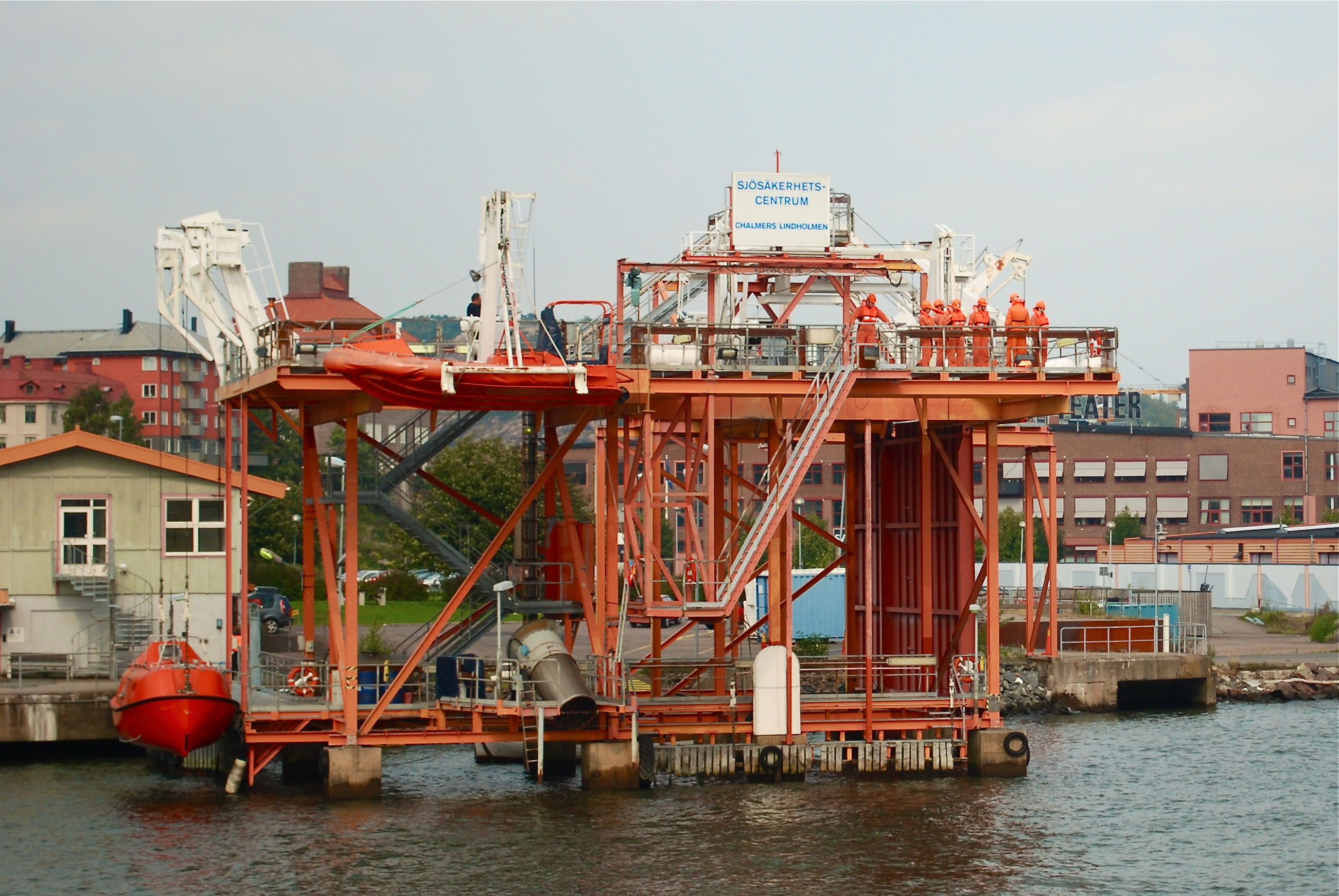
Chalmers sjösäkerhetscentrum på Lindholmen.
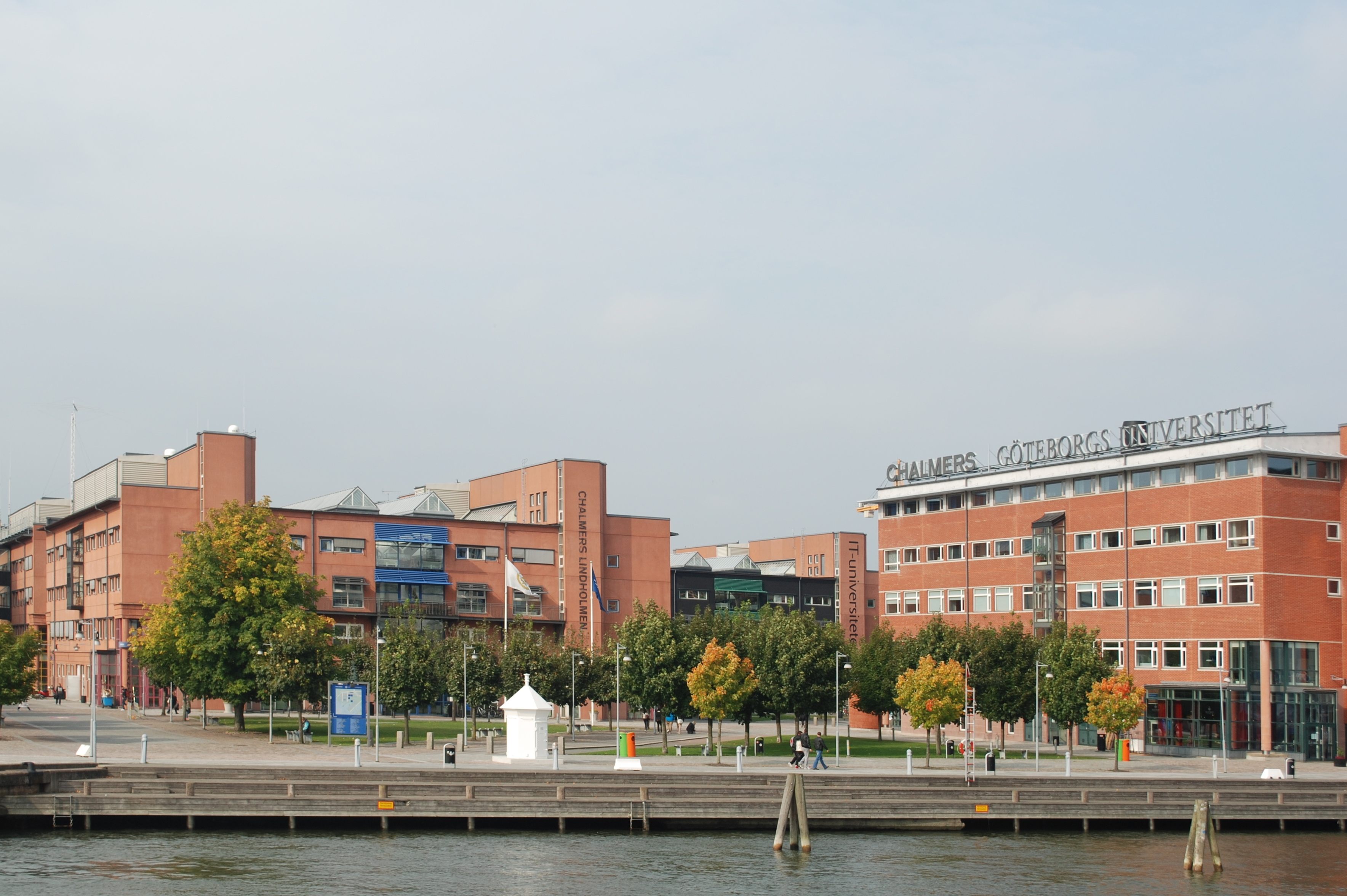
Chalmers campus på Lindholmen.

## Ekonomi

### Donationer fram till 1900
- Grosshandlaren Anders Björnberg, den 6 december 1812 med 3 333 riksdaler riksmynt 16 skilling banco, med ränta 5 000 (1829).[36]
- Köpmannen William Chalmers 1823 med 109 050 riksdaler riksmynt.
- Superkargören Anders Siberg, den 16 februari 1841 med 2 000 riksdaler banco.
- Grosshandlare L. E. Magnus, den 10 juni 1850 med 1 000 riksdaler riksgälds.
- Grosshandlare William Gibson, den 11 juli 1857 med 5 000 riksdaler riksmynt.
- Grosshandlare Sven Renström, den 27 maj 1867 med 10 000 riksdaler.
- Båtålderman J. A. Söderborg, den 27 juli 1875 med 2 400 kronor.
- Grosshandlare James Dickson, den 16 augusti 1884 med 50 000 kronor.
- Civilingenjör A. Anderson i Norrköping, den 5 april 1884 med 5 000 kronor.
- Major Claes Adelsköld, den 30 april 1897 med 4 317 kronor.

Donationerna uppgick 1905 till 467 435 kronor.

## Byggnader

### 1829–1869: Lilla Bommen
Det Hultmanska huset på Hultmans holme - efter snickaremästare Nicolaus Hultman (1762-1819) - var ett trevånings stenhus vid Norra Larmgatan 4, i "N:o 108 uti Nya Quarteret, Bastionen Gustafvus Primus" som uppförts i början på 1800-talet. Hultman ägde flera hus och tomter i östra Nordstaden och hade 1811 köpt de båda tomterna "6 qv. nr 11 och 17" och där låtit uppföra ett trevånings stenhus med fasaden åt den sluttande vallen och kanalen därutanför. Huset låg bara ett par tiotal meter från Vallgraven som mynnade ut i Lilla Bommen, ungefär ett kvarter bortom nuvarande Femmanhuset. Det köptes av Barnhusdirektionen, för Chalmerska slöjdskolans räkning, på en konkursauktion i Stockholm 14 mars 1821. Priset var 11 000 riksdaler. Förhandlingar med staden om en lämplig tomt hade pågått i många år. Ett förslag om en tomt på Exercisheden hade direktionen tackat nej till och nu tog man saken i egna händer. Efter omfattande reparationer startade skolan sin verksamhet här 1829. Det var Palmstedt själv, som tillsammans med den blivande läraren för modellverkstaden, Anders Rehn stod för arbetet. Huvudbyggnaden inrymde lektionsrum, ritsal och laboratorium samt bostad för föreståndaren och två lärare. I byggnaden åt Norra Larmgatan fanns skolans verkstad. Göteborgs stad skänkte senare en intilliggande tomt, där skolan uppförde en tvåvåningsbyggnad i sten.
År 1847 installerades gasljus i verkstäderna, laboratoriet och ritsalen, vilket då var en nyhet som fick stor uppmärksamhet. 1830 upplät magistraten Stadstjänareholmen eller den så kallade Hultmans holme till slöjdskolan under 25 år. Som villkor för detta gällde att holmen skulle användas för elevernas undervisning i trädgårdsskötsel och jordbruk. Eftersom sådan undervisning inte ingick i skolans program, utarrenderades istället holmen för 133 riksdaler 16 skilling banco, vilket tillföll skolan.
Arkitekten Adolf W. Edelsvärd utarbetade i januari 1855 ritningar till nya lärosalar - en tillbyggnad norr om det Hultmanska huset - för Chalmersska slöjdskolan. I maj 1855 godkändes ritningarna av stadsarkitekt Kaufmann, och byggmästare Carl Gustaf Dahmm kunde därefter uppföra den nya lärobyggnaden, vilken stod klar efter ett år. Ritningar visar att den nedre våningen tas upp av en stor kemisal och att den övre våningen, med stora fönsteröppningar, innehöll en ritsal. För att eleverna skulle hålla värmen, fanns rejäla kakelugnar. Byggnadens huvudfasad vette även den mot "Wall Kanalen".
Då skolan 1869 flyttade till sina nyuppförda lokaler, bjöds de gamla byggnaderna vid Lilla Bommen ut på auktion, dock utan resultat. Men under åren 1875-76 kunde de slutligen säljas för 100 000 kronor, varav 75 000 kronor för den Hultmanska fastigheten. Det Hultmanska huset revs 1971.

### 1869–1926: Storgatan
Av Sven Adolf Hedlund, August Kobb, Edvard von Schoultz, Albert Ehrensvärd d.ä. med flera, blev det ursprungligen (17 oktober 1866) föreslagit till stadsfullmäktige att skolans nya byggnad skulle uppföras på "Lilla Berget" i 6:e och 7:e roten, ett område som avgränsades av Smedje-, Sill-, Tyggårds- och Köpmansgatorna. Tomten var på 40 000 kvadratfot (cirka 3 900 kvadratmeter) och värderades till cirka 200 000 riksdaler. Planerna fullföljdes aldrig och Storgatan 43 blev istället snabbt ett nytt alternativ.
Storgatan 43 i 12:e Roten, andra kvarteret Kronoberg, var en tvåvånings stenbyggnad med två fristående flyglar i renässansstil. Byggnaderna ritades av Victor von Gegerfelt och uppfördes med start på senhösten 1867, kring en rymlig gårdsplan av byggmästare P J Rapp, till en kostnad av 148 000 riksdaler. Tomten på 45 988 kvadratfot (cirka två tredjedelar av kvarteret) hade kostnadsfritt upplåtits av Göteborgs stadsfullmäktige i mars 1867. Byggnaderna invigdes 4 oktober 1869 klockan 12 med tal av landshövding Albert Ehrensvärd d.ä. och domprost Peter Wieselgren. Ny illustrerad tidning skrev i september 1869 om de då angränsande omgivningarna: "Helt nära staden, på södra sidan om den så kallade Nya alléen och i närheten af Nya teatern, är Chalmerska slöjdskolans område beläget. Omgifningen på alla sidor utgöres af vackra trädgårdar. Tillträdet lättas genom breda avenyer. Lugn och stillhet, nödvändiga vilkor för ett ostördt undervisnings-arbete, herrska i denna omgifning". Huset byggdes till med en våning 1888, ritad av arkitekt Hans Hedlund.
Huvudbyggnaden var 168 fot lång, 48 fot bred och 39 fot hög (från marken till gesimsen), och i första våningen fanns salar för undervisning i modellering och frihandsteckning samt en rymlig lokal för undervisningsmateriel; dessutom två salar för undervisningen i fysik, mekanisk teknologi, mekanik och byggnadskonst. På den andra våningen fanns arbetsrum för lärarna samt en tambur, två parallella stora salar försedda med en mellanvägg som kunde bli till en samlingslokal. Dessa var avsedda för undervisningen i matematik och linear- och konstruktionsritning. I detta våningsplan hade föreståndaren sin lägenhet och skolan sitt bibliotek. Flygelbyggnaden för undervisning i kemi samt laboratorier, var 87 fot lång, 37 fot bred och 32 fot hög. I källarvåningen fanns laboratorium för beredningar i stort, rum för laboratorieredskap och en kolkällare. På första våningen fanns en större föreläsningssal och två laboratorier för "kemiskt-tekniska övnings- och preparatoriska arbeten". Andra våningen upptog också två laboratorierum för analytiska arbeten, ett arbetsrum för läraren, vågrum samt en sal med samlingar. Byggnader samt tomt taxerades 1889 till 200 000 kronor.
År 1907 flyttade den angränsande Slöjdföreningens skola och Chalmers kunde då disponera hela kvarteret. Stora om- och tillbyggnader skedde 1911-13 och ett nytt maskinlaboratorium på gårdsplanen var färdigt under hösten 1914. Bland annat utvidgades ritsalarna, lokalerna för skeppsbyggerifacket, en rymlig laborationssal för elektrotekniska facket tillkom, två föreläsningssalar för matematik, en lokal för undervisning i mineralogi, en hörsal för kemi, ökat utrymme för materialprovningsanstalten samt tre vaktmästarbostäder. Efter rektorn August Wijkanders död 1913, byggdes hans bostad i huvudbyggnaden om till kansli, rektorsrum, en utvidgad sessionssal, en ny hörsal samt en bostad åt den förste vaktmästaren. Ombyggnaderna finansierades med lån ur donationsfonderna.
På gårdsplanen avtäckte landshövding Oscar von Sydow den 3 november 1917 en minnesbyst av professor August Wijkander. Den tre meter höga bysten i granit var utförd av skulptören Sidney Gibson, och bekostades genom "--subskription bland institutets lärare, elever och enskilda vänner till den aflidne,--".

### 1926 och framåt: Johanneberg

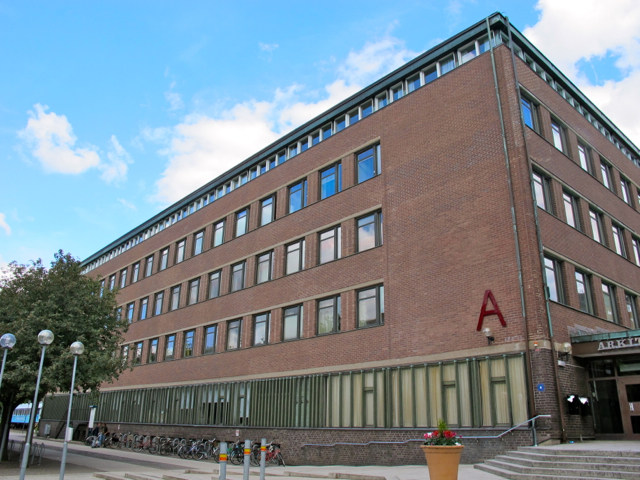
Institutionen för arkitektur.

Med början 1926 flyttade institutet till nya lokaler uppe i Johanneberg, där högskolans Campus Johanneberg är beläget idag. Menat som en imponerande centralbyggnad uppfördes huset "Origo" på en kulle, ritat av Arvid Fuhre. Huset är i 20-talsklassicistisk stil med rött tegel och skiffertak. På östra fasaden sitter åtta porträttbyster skulpterade av Johan Ek föreställande framstående svenska fysiker och kemister: Svante Arrhenius, Anders Ångström, Johan Carl Wilcke, Anders Celsius, Torbern Bergman, Carl Wilhelm Scheele, Jöns Jacob Berzelius, Alfred Nobel.
Chalmerska byggnadskommittens förste ordförande var Hugo Hammar. Övriga ledamöter var länsarkitekten E. Erik Friberger, rektor Sven Hultin och arkitekt Sven Steen, samt professorn i byggnadslära och ornamentsritning vid GTH, Melchior Wernstedt. Som chefsarkitekt antogs professorn i byggnadslära och ornamentsritning vid GTH, Melchior Wernstedt, som därmed satte sin prägel på de nya byggnader som uppfördes på "Nya Chalmers", bland andra Dalénsalen 1949, Kraftcentralen 1950, Kårhuset 1952 och "Kopparbunken” 1954 .
Redan den 10 maj 1949 beslöt byggnadsnämnden i Göteborg om en ny stadsplan, som innebar att Gibraltarvallen mellan Landalas höjdområde och Gibraltargatan, skulle avvecklas som idrottsområde. Detta innebar bland annat att Statens skeppsprovningsanstalt kunde förlänga provningsrännan med cirka 100 meter. Fysikinstitutionen tillbyggdes och togs i bruk 1948. Vidare tillkom en byggnad för Svenska textilforskningsinstitutet 1945 samt en tillbyggnad av institutionen för silikatkemi, ungefär samtidigt.
På 1960-talet uppfördes en rad nya byggnader; 1960-1963 restes Kurslaboratorium Fysik samt två byggnader för Kemiinstitutionen. Arkitekt för dessa var Klas Anshelm Administrationsbyggnaden och Palmstedtsalen byggdes 1963 enligt Jan Wallinders ritningar, medan A- och V husen ritades 1966 av Helge Zimdal.

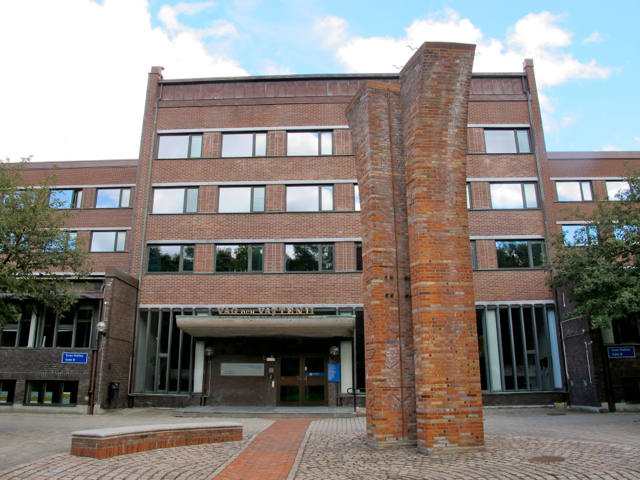
Väg och vatten av Helge Zimdal
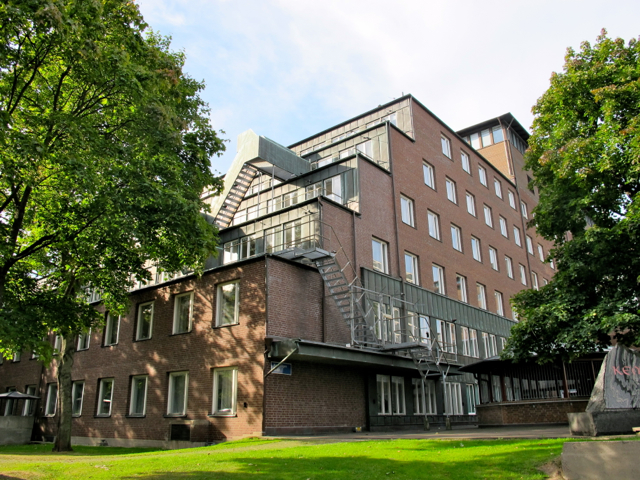
Kemi av Klas Anshelm
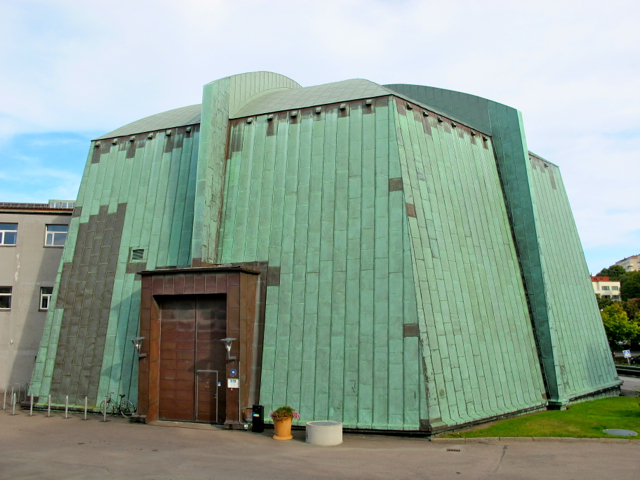
Faradayburen

### Chalmers bibliotek
Chalmers bibliotek färdigställdes 1960 enligt Melchior Wernstedts ritningar, och var på 1960-talet centralbibliotek för skolan, men också för den svenska industrien. Genom skriftserien Chalmers Tekniska Högskolas Handlingar och biblioteket förmedlades skolans forskning till omvärlden. I utbyte fick man motsvarande skrifter från 1 400 akademiker och "lärda sällskap" i utlandet. Som sin specialitet när det gällde teknisk litteratur, hade biblioteket utbyte med Japan, Kina och Tjeckoslovakien.

## Verksamheter

### Institutioner
Från den 1 maj 2017 har Chalmers en ny institutionsstruktur med 13 institutioner.
- Arkitektur och samhällsbyggnadsteknik
- Biologi och bioteknik
- Data- och informationsteknik
- Elektroteknik
- Fysik
- Industri- och materialvetenskap
- Kemi och kemiteknik
- Matematiska vetenskaper
- Mekanik och maritima vetenskaper
- Mikroteknologi och nanovetenskap
- Rymd-, geo- och miljövetenskap
- Teknikens ekonomi och organisation
- Vetenskapens kommunikation och lärande

### Utbildningar

#### Arkitektprogram
- Arkitektur
- Arkitektur och teknik

#### Civilingenjörsprogram (300 hp)
- Arkitektur och teknik
- Automation och mekatronik
- Bioteknik
- Datateknik
- Elektroteknik
- Globala system
- Kemiteknik
- Kemiteknik med fysik
- Maskinteknik
- Medicinteknik
- Industriell ekonomi
- Informationsteknik
- Samhällsbyggnadsteknik
- Teknisk design
- Teknisk fysik
- Teknisk matematik

#### Högskoleingenjörsprogram (180 hp)
- Datateknik
- Design och produktutveckling
- Ekonomi och produktionsteknik
- Elektroteknik
- Kemiteknik
- Maskinteknik
- Mekatronik
- Samhällsbyggnadsteknik

#### Teknologie kandidatprogram (180 hp)
- Affärsutveckling och entreprenörskap
- Internationell logistik

#### Sjöbefälsprogram
- Sjöbefäl, klass VII (60 hp)
- Sjöingenjör (180 hp)
- Sjökapten (180 hp)

#### Övriga utbildningar
- 41 Masterprogram[62]
- Tekniskt basår, 60 hp högskoleförberedande utbildning

## Övriga aktiviteter

### Chalmersmedaljen
Chalmersmedaljen är en medalj som årligen utdelas av Chalmers. Den instiftades år 1948 till 200-årsminnet av William Chalmers födelse och tillägnas den, vilken genom intresse och värdefull insats främjat högskolans verksamhet och utveckling. Mottagarna utses av Chalmers styrelse på förslag av rektor. Medaljen delas ut vid den årliga promotionen.

### Utbytesprogram
- BEST (Board of European Students of Technology)
- Chalmers Asia
- Erasmus
- International Association for the Exchange of Students for Technical Experience (IAESTE)
- Mirai
- Nordic Five Tech, N5T
- NORDTEK
- NORDPLUS
- UNITECH International
- WITEC
- World Wide

### Chalmers Innovation
Sten A. Olssons Stiftelse för Forskning och Kultur gav 1997 en donation på 50 miljoner kronor till Chalmers. Detta blev grundplåten till Chalmers Innovation, en stiftelse med syfte att möjliggöra för uppfinnare och kreatörer att förverkliga nya idéer baserade på teknik. Man har sin verksamhet på två platser i Göteborg: Stena Center – mitt emot Chalmers huvudentré – och på Lindholmen Science Park, nära Chalmers Lindholmen.

### Chalmersdagarna
I samband med Chalmers 100-årsjubileum, de så kallade "Chalmersdagarna" 4-5 november 1929 i Göteborg, överlämnade professor Gösta Bodman till högre avdelningens elevkår ett nytt standar som tillkommit på initiativ av professorskan C. Hedvall. Standaret med "Avancez"-märket i guld på vitt siden, var utfört av konstnärinnan I. Wedel. Överlämnandet skedde i vestibulen i Chalmersbyggnaden vid Vasagatan, den 5 november 1929, kl. 10.

### Publikationsserie
På våren 1941 utkom det första numret av Chalmers nystartade teknisk-naturvetenskapliga publikationsserie. Det var professor Hjalmar Granholms skrift "Om dämpningar i olika slag av konstruktioner." Gumperts bokhandel ägnade hela sitt hörne åt skyltning av det första numret. På detta sätt ville man bidra med att inskärpa hos allmänheten det motto, som skulle prägla hela den kommande publikationsserien och som formulerades: Chalmers tekniska högskolas teknisk-naturvetenskapliga forskning i den svenska industrins tjänst. Dessutom hade Gumperts i samma skyltfönster en modell som visade hur den blivande Chalmersstaden skulle se ut som fullt utbyggd. Göteborgs-Posten skrev om detta: "För första gången får allmänheten se, hur den blivande Chalmersstaden vid Gibraltargatan kommer att te sig fullt utbyggd. En ståtlig modell av dess samtliga byggnader är nämligen utställd i samma fönster tillika med fotografier av högskolans föregående och nuvarande professorer, övriga lärare och därmed jämställda. När man kommer in genom entrén i den omgivande parken har man kanslihuset till höger och biblioteket till vänster. Sedan ligga i rad den stora föreläsningsbyggnaden, institutionen för väg- och vattenbyggnad samt institutionerna för elektroteknik och maskinteknik. Längst bort har man den väldiga institutionen för fysik och kemi samt i rad med denna institutionen för skeppsbyggeri och statens skeppsprovningsanstalt."

### Studentliv

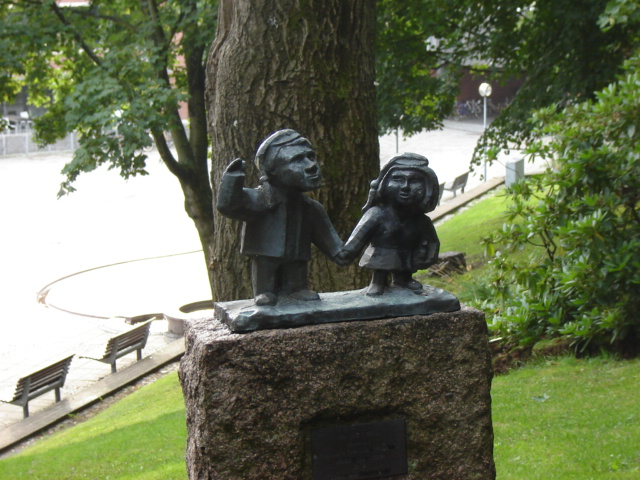
Statyn Emil och Emilia.

Det mesta av studentlivet på Chalmers kretsar kring Chalmers studentkår (ChS), studerandesektionerna vid Chalmers samt deras respektive föreningar och kommittéer. Utöver detta hör även Teknologföreningen CS till studentlivet på Chalmers även om den organisatoriskt ligger utanför ChS. En student vid Chalmers kallas chalmerist, ospecifierade chalmerister kallas Emil och Emilia. Efter tre års kamp fick Bengt Landemoo den 22 januari 1976 rätt att stå som "Chalmerist" i telefonkatalogen.
KTH och Chalmers har som Sveriges två mest framstående tekniska högskolor en kollegial rivalitet. I tävlingen Teknik-SM har teknologer från Chalmers vunnit segerpokalen flera år.

## Personal och studenter

### Tidiga år

#### De första lärarna
- Carl Palmstedt, lärare i fysik, kemi samt kemisk teknologi.
- Samuel Lagerborg, kapten, född 1798 i Norrbottens län, död 1852 i Göteborg. Lärare i matematik och linearritning 1829-34.
- Anders Rehn, lärare i modellverkstaden 1829-33.
- Erik Ronell, verkmästare, lärare i modellverkstaden 1831-32.
- Wilhelm Ludvig Regnell, verkmästare, född 1800. Lärare i modellverkstaden 1832-33.
- Algot Landin, apotekare, född 1811 i Stockholm, död 1869. Andre lärare i kemi och kemisk- tekniska laborationer 1833-34.
- Johan Wickstedt, verkmästare, född 1810. Lärare i modellverkstaden 1833-45.
- Clemens Ullgren, adjunkt, född 1811 i Stockholm, död 1868. Andre lärare i kemi och kemisk- tekniska laborationer 1834-36.
- Johan Philip Weinberg, löjtnant, född 1808, död 1841. Lärare i matematik och linearritning 1835-40.
- Carl Johan Tranberg, farmacie kandidat, född 1812, död 1857. Andre lärare i kemi och laborationer 1836-44.

#### Antalet elever vid början av läsåret, 1829-1850
- 1829: 10
- 1830: 29
- 1831: 63
- 1832: 55
- 1833: 51
- 1834: 52
- 1835: 50
- 1836: 53
- 1837: 60
- 1838: 63
- 1839: 62
- 1840: 63
- 1841: 66
- 1842: 69
- 1843: 58
- 1844: 64
- 1845: 71
- 1846: 61
- 1847: 70
- 1848: 58
- 1849: 68
- 1850: 62

#### De första kvinnorna
Den första kvinnliga chalmeristen var Vera Sandberg 1914 som läste kemi, och tog examen 1917 – hon blev därmed Sveriges första kvinnliga ingenjör. Den första kvinnan som tog arkitektexamen på dåvarande Chalmers Tekniska Institut var Margit Hall (1901-1937) som påbörjade studierna 1919 och utexaminerades 1922. Civilingenjör Calla Blomstrand var Sveriges första kvinnliga väg- och vattenbyggnadsingenjör. Hon utexaminerades 1943. Marianne Kärrholm blev 1984 Chalmers första kvinnliga professor, i ämnet konsumentteknik.

#### De första eleverna
År 1830 utexaminerades dessa fem elever:
- Bagge, Daniel Henrik. Född i Uddevalla 1809. Han var föreståndare för en bomullsfabrik 1834-1870, disponent för en annan bomullsfabrik fram till 1881 och därefter egen företagare inom bomullsbranschen.
- Dickson, Charles.
- Ekeroth, Gustaf. Född i Jönköping 1817. Ekeroth blev gelbgjutare.
- Peterzén, A F. Född i Mariestad 1812. Han blev urmakare.
- von Reis, Mouritz Wilhelm Georg.[77] Född i Göteborg 1812. Han var son till Aron von Reis och var först kattuntryckare, sedan anställd vid ett bruk och därefter förrådsförvaltare vid järnvägen Halmstad-Nässjö.

### Rektorer
- 1829–1852: Carl Palmstedt
- 1852–1881: Eduard von Schoultz
- 1881–1913: August Wijkander
- 1913–1933: Hugo Grauers
- 1934–1943: Sven Hultin
- 1943–1958: Gustav Hössjer
- 1958–1966: Lennart Rönnmark
- 1966–1974: Nils Gralén
- 1974–1989: Sven Olving
- 1989–1998: Anders Sjöberg
- 1998–2006: Jan-Eric Sundgren
- 2006–2015: Karin Markides
- 2015–2023: Stefan Bengtsson
- 2023–: Martin Nilsson Jacobi[78]

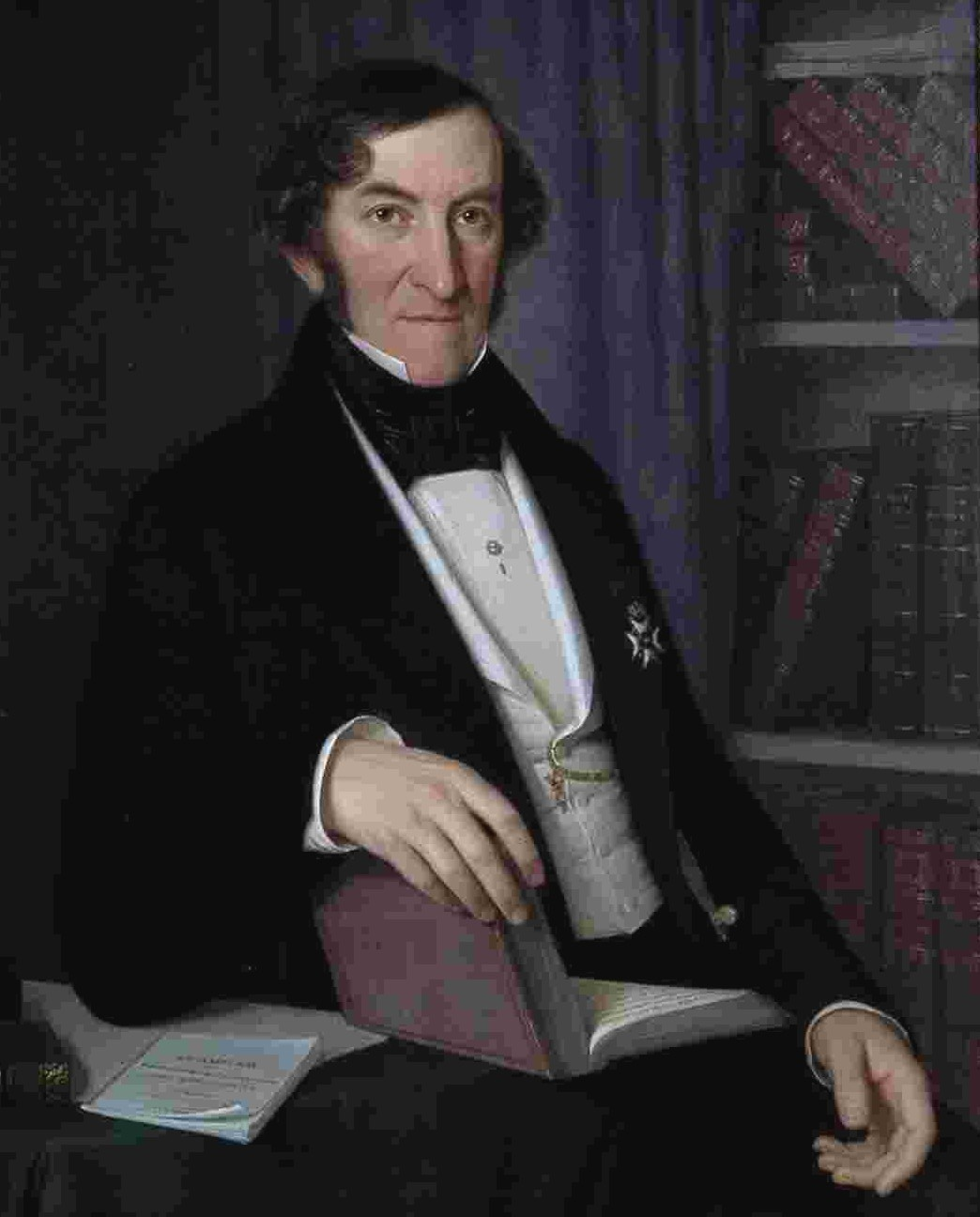
Carl Palmstedt
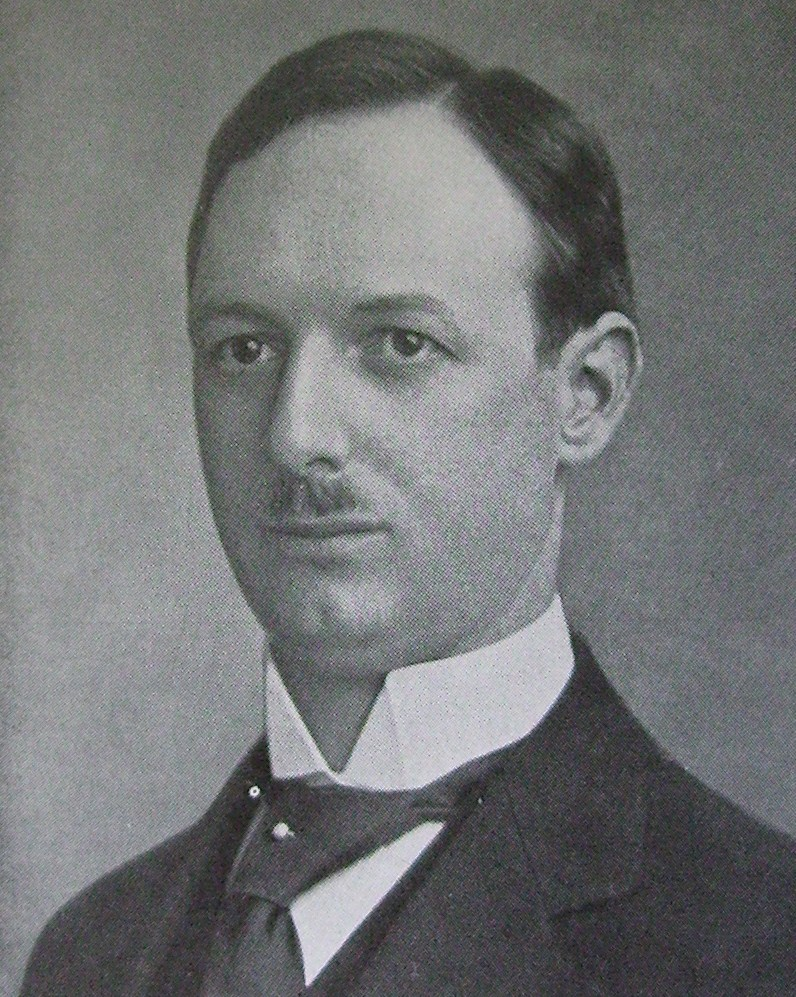
Sven Hultin
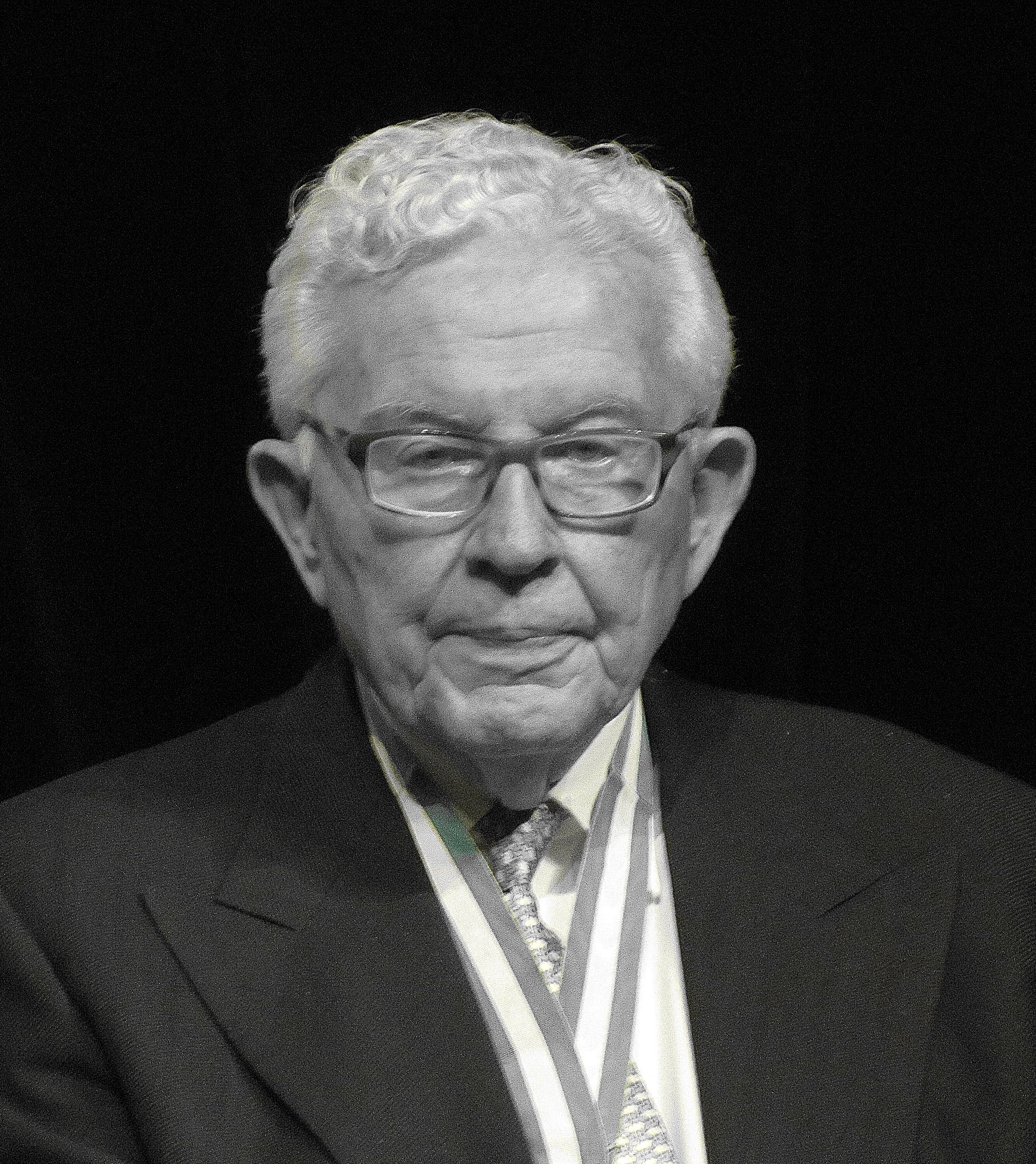
Sven Olving
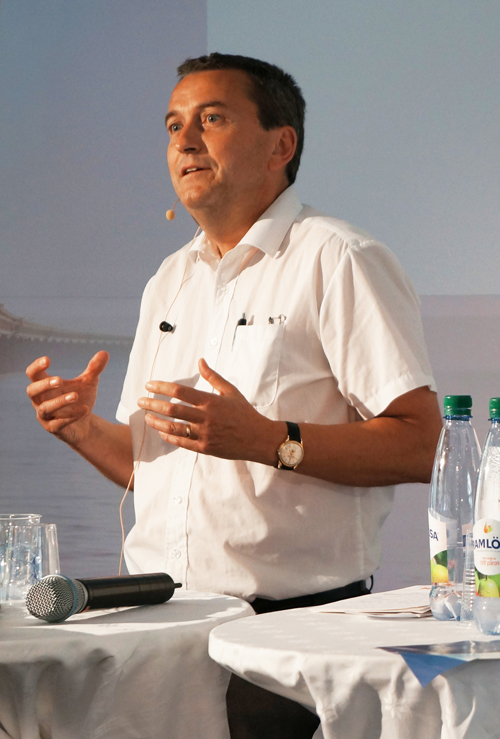
Stefan Bengtsson

### De första docenterna
Den 9 november 1939 utnämndes Chalmers fyra första docenter.

### Framstående personer som utexaminerats från Chalmers
- Aron Jonason, hovfotograf och "Storvitsir"
- Gustaf Dalén, Nobelpristagare
- Leif Johansson, tidigare verkställande direktör för AB Volvo
- Leif Östling, verkställande direktör för Scania
- Håkan Buskhe, koncernchef för Saab AB
- Sigurd Lewerentz, arkitekt
- Gert Wingårdh, arkitekt
- Hjalmar Zetterström, arkitekt
- Martin Lorentzon, IT-entreprenör med marknadsföringsföretaget Tradedoubler och musiktjänsten Spotify
- Carl Abraham Pihl, norska järnvägens fader (Hovedbanen)
- Olle Ehrlén,[80] tidigare koncernchef NCC
- Lars G Josefsson, tidigare verkställande direktör för Vattenfall
- Hans Stråberg, tidigare verkställande direktör för Electrolux
- Peter Augustsson, tidigare verkställande direktör för Saab Automobile och för SKF
- Sigfrid Edström, tidigare verkställande direktör för Asea, drev elektrifieringen av Göteborgs spårväg
- Rune Andersson, tidigare verkställande direktör i Trelleborg AB
- Bjarne Holmqvist[81], tidigare verkställande direktör för Gunnebo AB
- James Keiller (1836–1918), direktör vid skeppsvarvet Götaverken i Göteborg.
- James Keiller (1867–1962), svensk industriman.
- Per Båtelsson,[82] tidigare verkställande direktör för Capio
- Håkan Frisinger, tidigare verkställande direktör för AB Volvo
- Sune Carlsson, tidigare verkställande direktör för SKF
- Lena Olving, verkställande direktör för Mycronic

### Jubileumsprofessur
När Chalmers fyllde 150 år 1979 gav regeringen en jubileumsprofessur till Chalmers i present. Professorerna utses årligen av rektor.

## Betydelse

### Yrkesval
Under det första decenniet utexaminerades 217 elever, varav man kände till yrkesvalet för 203 av dessa:
- De tio främsta yrkena utgjordes av: Handel (45), Navigation (18), Militärbefattningar (17), Snickerihantverket (14), Bruksrörelse (10), Använd mekanik (8), Maskinarbete (7), Färgeri och blekeri (6), Bomullsspinneri (6) och Metallarbete (5).

Drar man samman yrkena till större grupper, ordnat efter storlek, blir utfallet:
- Industriell verksamhet 79 stycken (39%), Handel 45 stycken (22%), Hantverk 34 stycken (17%), Navigation 18 stycken (9%), Militäryrket 17 stycken (8%), Fortsatta studier 6 stycken (3%) och Lantbruk 4 stycken (2%).

Industriell verksamhet samt Hantverk-Handel bildar två dominerade och lika stora grupperingar.

### Betydelse för stadsdelen
Chalmersplatsen, i stadsdelen Landala, är ett torg som fick sitt namn 2004. Platsen ligger vid entrén till chalmersområdet, där Aschebergsgatan, Guldhedsgatan, Landalagatan och Sven Hultins Gata möts och vid den västra mynningen av Chalmerstunneln. Platsen ligger inom Chalmers område.

## Rankning
Chalmers rankades på 117e plats i världen och på andra plats i Sverige (efter KTH) inom "Engineering & Technology" på QS World University Rankings (2023).